# Hermann Petzold (Politiker)
Friedrich Hermann Petzold (* 17. Juli 1874 in Dresden; † im 20. Jahrhundert) war ein deutscher Gewerkschaftsfunktionär und Mitglied des Provinziallandtages der Provinz Hessen-Nassau.

## Leben
Nach seinem Schulabschluss wurde Hermann Petzold zum Tischler ausgebildet und erhielt 1907 eine Anstellung im Frankfurter Büro des Verbandes der Gemeinde- und Staatsarbeiter, der eine freie Gewerkschaft war. Er wurde Mitglied der SPD, stieg 1908 zum Gauleiter auf und war von 1930 als Bezirksleiter eingesetzt. Nach der Übernahme der Gewerkschaft durch die nationalsozialistische Deutsche Arbeitsfront im Juli 1933 verlor Petzold seinen Arbeitsplatz.
Von 1907 bis 1912 war er nebenamtliches Mitglied des Aufsichtsrates des Konsumvereins Nürnberg.
1920 erhielt er ein Mandat für den Nassauischen Kommunallandtag des preußischen Regierungsbezirks Wiesbaden bzw. für den Provinziallandtag der Provinz Hessen-Nassau, wo er Mitglied des Beamtenausschusses war. Im folgenden Jahr kandidierte er ohne Erfolg für den Kommunallandtag.
Petzold blieb ohne Arbeit und war von 1936 an Rentner.